# Chiquita Brands International

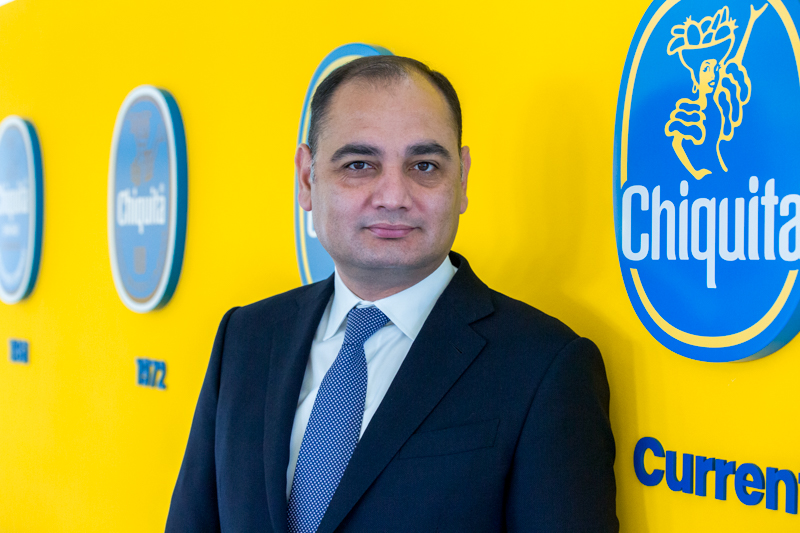
Carlos López Flores (koncernchef)

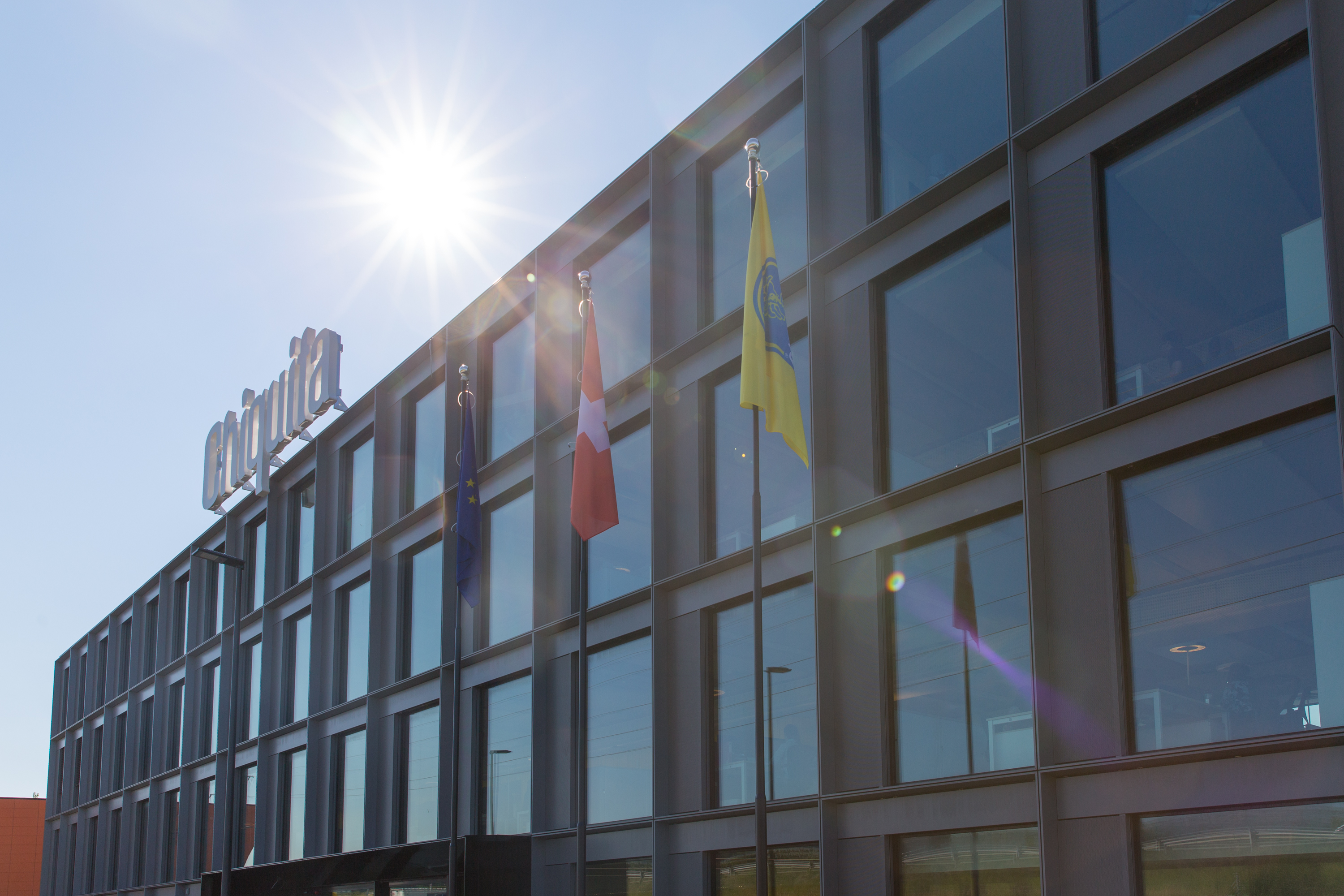
Chiquita (Europa) huvudkontor i Etoy, Schweiz

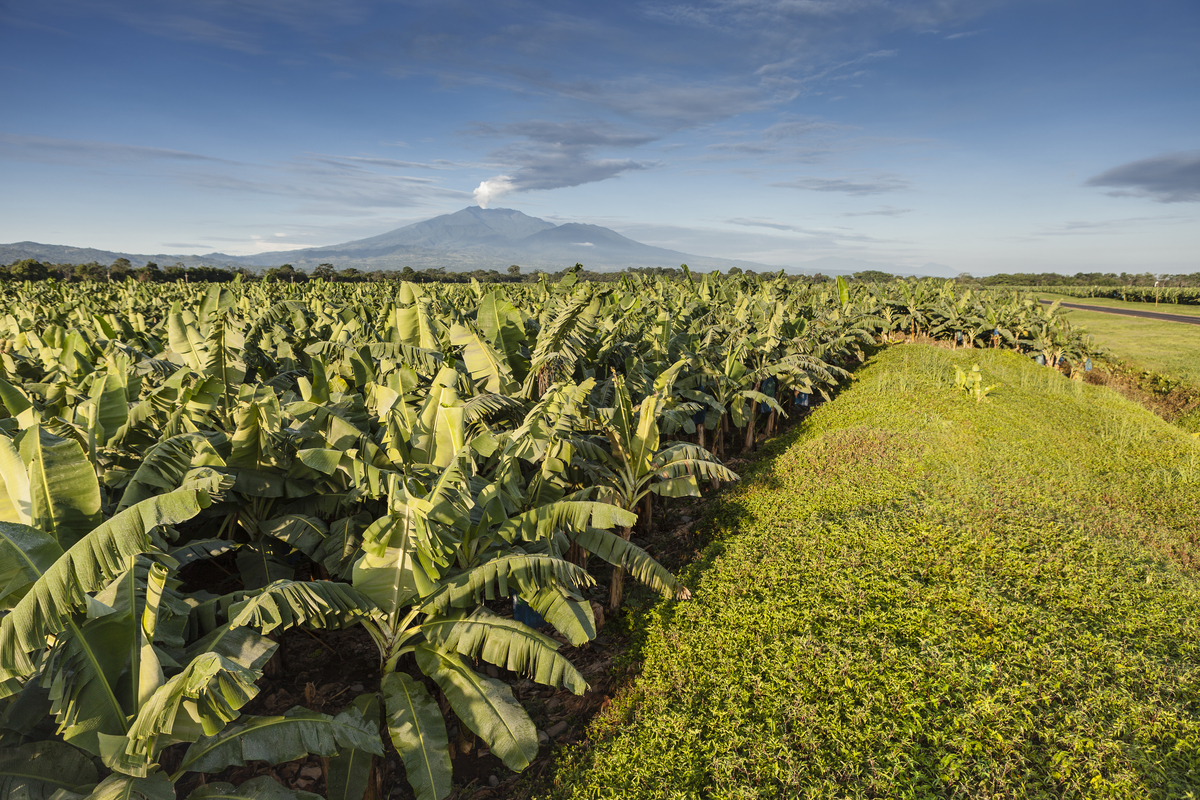
Bananplantage av Chiquita i Costa Rica. I bakgrunden vulkanen Turrialba.

Chiquita Brands International Sàrl, tidigare Chiquita Brands International Inc., är en amerikansk producent och distributör av bananer och andra grödor. Företaget bedriver sin verksamhet genom ett antal dotterbolag med olika varumärken, där några av de största är Chiquita och Fresh Express sallader.
Företaget är en efterföljare till United Fruit Company. Våren 2014 förbereddes en sammanslagning med konkurrenten Fyffes, som dock röstades ner av Chiquitas aktieägare i oktober 2014 och slutade med att företaget köptes upp av det brasilianska juiceföretaget Cutrale och investmentföretaget Safra Group.
Chiquita har sitt huvudkontor i Etoy, Schweiz och Fort Lauderdale, USA.
Företagets logotyp skapades av Dik Browne som är mest känd för skapandet av seriestrippen Hagbard Handfaste.

## Historia
Chiquita Brands Internationals historia började 1870 när skeppskapten Lorenzo Dow Baker köpte 160 bananklasar i Jamaica och sålde dem vidare i Jersey City elva dagar senare. År 1873 började Minor C. Keith, utvecklare på Central American railroad, att göra försök med bananproduktion i Costa Rica. Senare planterade han bananer längs ett järnvägsspår i Costa Rica för att samla in pengar till järnvägen. År 1878 blev Baker kompanjon med Andrew Preston för att bilda Boston Fruit Company.
United Fruit Company grundades år 1899 när Boston Fruit Company och olika fruktexportföretag som leddes av Keith slogs samman. År 1903 blev United Fruit Company noterat på New York-börsen och blev det första företaget att använda kylanläggning under transport till havs.
Varumärket Chiquita registrerades som firmamärke 1947. Vid 1955 behandlade United Fruit Company 1,2 miljarder kilo frukt om året. År 1966 expanderade företaget till Europa. Eli Black anlände 1968 och blev ordförande, VD och koncernchef. År 1970 gick företaget samman med AMK Corporation och bytte namn till United Brands Company. År 1980 var Chiquita officiell sponsor av vinter-OS i Lake Placid, New York.
År 1984 hade investeraren Carl Lindner Jr från Cincinnati aktiemajoritet i United Brands. År 1990 bytte företaget namn till Chiquita Brands International, medan det började göra stora investeringar i Costa Rica. År 1993 drabbades företaget av europeiska tullar på import av latinamerikanska bananer. År 1994 deltog utvalda Chiquita-odlingar i Rainforest Alliances inrättade Better Banana Project och certifierades som miljövänliga. År 1995 sålde företaget John Morrells köttföretag som var en del av det ursprungliga AMK Corporation. År 1998 startade världens största bearbetningsanläggning för bananer i Costa Rica.

## Kontroverser
På 1990-talet och i början på 2000-talet, stod Chiquita och andra internationella företag inför en politiskt instabil situation i Colombia. Vid den tidpunkten var det vanligt att paramilitära grupper siktade in sig på olika företag för att utöva utpressning, och att terrorisera det colombianska folket genom kidnappningar och mord. Eftersom säkerhetssituationen fortsatte att förvärras under hela 1990-talet och in på 2000-talet, så blev det allt svårare att skydda de anställda och företaget beslöt sig därför att göra betalningar för beskydd för att säkerställa de anställdas säkerhet.
Under 2001, skapade USA:s Justitiedepartement en lag som förbjöd amerikanska företag att göra betalningar till utländska terror-organisationer. Under dessa nya omständigheter, bröt Chiquitas betalningar nu mot amerikansk lag och skapade ett storskaligt moraliskt och juridiskt dilemma. Företaget skulle kunna sluta med betalningarna, men skulle därmed också sätta de anställdas liv och säkerhet i fara. De skulle också kunna fortsätta att sätta de anställdas säkerhet i första rummet, men skulle därmed också bryta mot lagen. Chiquita beslöt att samarbeta med USA:s Justitiedepartement och avslutade frivilligt sin verksamhet i landet.
I mars 2007 erkände företaget att man gjort utbetalningar till den colombianska högermilisen Förenade självförsvarsstyrkorna (Autodefensas Unidas de Colombia (AUC)). Mellan 1997 och 2004 betalade Chiquita totalt 1,7 miljoner dollar till AUC. Betalningarna gjordes enligt företaget enbart för beskydd. Företaget har gått med på att betala böter på 25 miljoner dollar för brott mot USA:s terroristlagar. AUC är klassade som en terroristorganisation av den amerikanska regeringen. Enligt stämningsansökan som inlämnades i mars 2008 har Chiquita även gjort betalningar och levererat vapen till vänstergrupperna ELN och FARC. I juni 2007 lämnade anhöriga till 173 mördade in en stämningsansökan mot Chiquita. Advokaten Terry Collingsworth från International Rights Advocates som leder rättsprocessen mot Chiquita menar att fallet kan leda till att företaget går i konkurs. Det paramilitära högernätverket CONVIVIR har också kunnat kopplas till Chiquitas utbetalningar.

### Miljömedvetande
Chiquita svarade på aktivismen med förändringar i företagsledningen och nya mönster för global konkurrens, enligt J. Gary Taylor och Patricia Scharlin. Chiquita blev partner till Rainforest Alliance, en miljögrupp som ägnar sig åt att bevara regnskogen, och gjorde stora reformer för hur de planterar och skyddar sina bananer. Ändringarna gällde framför allt användningen av bekämpningsmedel men påverkade även företagskulturen. År 2000 antog Chiquita en ny uppförandekod som omfattade arbetsnormer i enlighet med Social Accountability International SA8000. Under år 2000 erhöll Chiquita även Rainforest Alliances certifiering för miljövänliga metoder på 100 % av sina odlingar. År 2001 utsåg Wal-Mart Chiquita till "Årets miljöleverantör".